# Ophiopogon vietnamensis
Ophiopogon vietnamensis är en sparrisväxtart som beskrevs av Noriyuki Tanaka. Ophiopogon vietnamensis ingår i släktet Ophiopogon och familjen sparrisväxter.
Artens utbredningsområde är Vietnam. Inga underarter finns listade i Catalogue of Life.